# Гірень
Гірень, Гірені (рум. Ghireni) — село у повіті Ботошані в Румунії. Входить до складу комуни Коцушка.
Село розташоване на відстані 417 км на північ від Бухареста, 48 км на північ від Ботошань, 122 км на північний захід від Ясс.

## Населення
За даними перепису населення 2002 року у селі проживали 740 осіб, усі — румуни. Усі жителі села рідною мовою назвали румунську.